# Galería Nacional de Arte de Namibia
La Galería Nacional de Arte de Namibia (en inglés: National Art Gallery of Namibia) es una institución de arte y cultura del gobierno de Namibia que se encuentra en Windhoek, capital de ese país africano. Sus objetivos son fomentar y cultivar el arte en Namibia.
En la Galería Nacional de Arte de Namibia hay una exposición permanente de reconocimiento internacional que muestra el arte de Namibia, África y Europa. La Galería muestra también el arte local. Joe Madisia —él mismo artista— es el director del museo.